# Nino Pisano
Nino Pisano, född omkring 1315 i Pisa, död där omkring 1368, var en italiensk skulptör och guldsmed. Han var son till Andrea Pisano.
Nino Pisano utbildades som skulptör och guldsmed hos fadern men visade i sin figur- och draperibehandling större mjukhet i uttrycket och större innerlighet än denne. Han återvände efter en tid i Florens till hemstaden Pisa där han bland annat utförde gravmonument. Han är även känd för sina madonnor, bland annat i Santa Maria della Spina i Pisa, Santa Maria Novella i Florens samt en i Kaiser Friedrich-Museum, Berlin.

## Bilder

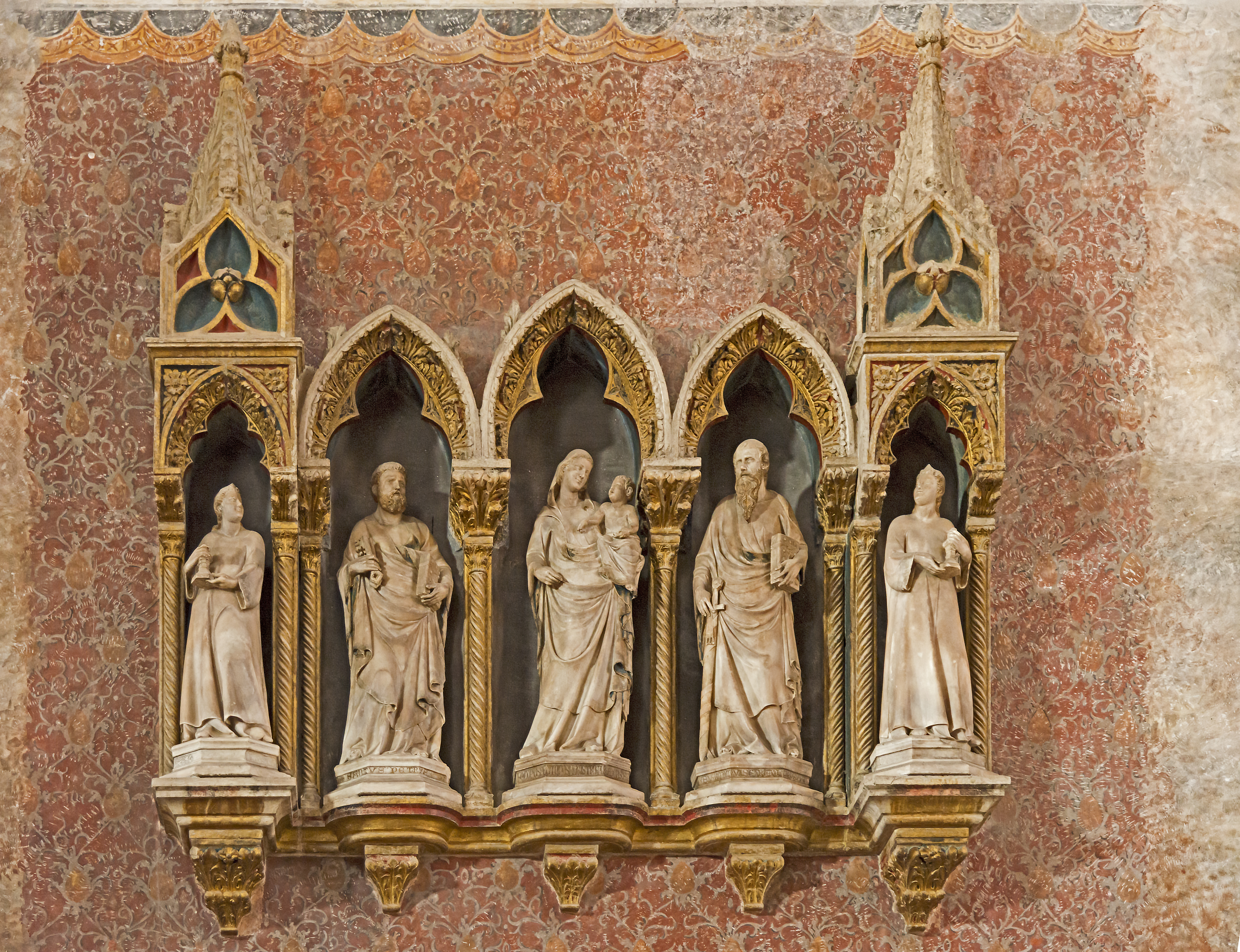
Gravmonument över dogen Marco Corner (detalj). Santi Giovanni e Paolo, Venedig.